# The Bridge (album Ace of Base)
The Bridge – drugi album studyjny zespołu Ace of Base nagrany w latach 1994-1995, wydany 21 września 1995 za pośrednictwem Arista Records. Jest to jedyny album zespołu, podczas nagrań którego, wszyscy członkowie grupy uczestniczyli we wszystkich etapach powstawania materiału (pisanie tekstów, produkcja, śpiew) – każdy z członków miał równy udział w powstawaniu nagrania. Wczesne nagrania zawierały aranżacje autorstwa Ulfa Ekberga i Jonasa Berggrena i wokal wszystkich czterech członków formacji. Późniejsze wersje zawierają partie wokalne autorstwa jedynie Linn Berggren i Jenny Berggren.

## Historia
1 lutego 1994 singel "The Sign" uplasował się na 1. miejscu listy Billboard Hot 100. Zainspirowany sukcesem piosenki, Jonas skomponował pierwszy singel promujący The Bridge w trakcie wakacyjnego pobytu na Wyspach Kanaryjskich – "Beautiful Life". Jonas zamierzał dodać do piosenki nieco nurtów i brzmienia muzyki gospel, by zbliżyć jej brzmienie do wcześniejszego brzmienia grupy.
Przez większą część 1994 zespół pracował nad wydaniem nowego albumu i promował Happy Nation jednocześnie. Jonas i Ulf skomponowali oddzielnie kilka piosenek - materiał Jonasa został nagrany w Cheiron Studios w Sztokholmie, zaś Ekberg nagrał swoje utwory w Tuff Studios w Göteborgu. Po raz pierwszy w karierze zespołu Jenny i Linn również napisały kilka utworów nagrywając je w Tuff Studios.
Ekberg kontynuował współpracę z Johnem Ballardem i StoneStream (Björn Stenstrom). Współpracownikami Jonasa w Sztokholmie byli Max Martin, Denniz Pop i Jeanette Söderholm.
Pod koniec roku zespół zakończył nagrywanie utworów demo, które następnie zostały przekazane trzem zakontraktowanym wytwórniom. Ekberg i Jenny wystąpili w programie Lift Ticket to Ride emitowanym przez telewizję VH1 i opowiadali o procesie nagrywania i produkcji wydawnictwa,

## Lista utworów

### Wersja demo
Jest to spis utworów wersji demo zaprezentowanej wytwórniom płytowym (wersja pierwotna, oryginalna).
1. "Beautiful Life"
2. "Blooming 18"
3. "Edge of Heaven"
4. "Experience Pearls"
5. "Strange Ways"
6. "Never Gonna Say I’m Sorry"
7. "Look Around Me"
8. "Lucky Love"
9. "Perfect World"
10. "Que Sera"
11. "Stranger to Love"
12. "Wave Wet Sand"
13. "Whispers in Blindness"
14. "My Déjà Vu"
15. "Angel of Love"
16. "Angel Eyes"
17. "Just 'N' Image"
18. "Ravine"
19. "You and I"

### Kontrowersje z listą utworów
Niewiadomy jest powód, dlaczego lista utworów na oficjalnym wydaniu różniła się od tej podanej na nagraniu demo. Zmieniono kolejność utworów 2, 3, 4, 5, 9, 10, 12, 13, 14, 16 i 17; piosenki nr 7, 11 i 15 zostały usunięte. Nie zmieniono kolejności czterech utworów - wszystkie z nich zostały wydane na singlach.

#### Europa (oprócz Wielkiej Brytanii)
1. "Beautiful Life" – 3:39
2. "Never Gonna Say I’m Sorry" – 3:14
3. "Lucky Love (Original Version)" – 2:52
4. "Edge of Heaven" – 3:49
5. "Strange Ways" – 4:25
6. "Ravine" – 4:39
7. "Perfect World" – 3:55
8. "Angel Eyes" – 3:13
9. "Whispers In Blindness" – 4:10
10. "My Déjà Vu" – 3:40
11. "You and I" – 4:06
12. "Wave Wet Sand" – 3:18
13. "Que Sera" – 3:47
14. "Just 'N' Image" – 3:07
15. "Lucky Love (Acoustic Version)" – 2:52
16. "Experience Pearls" – 3:57
17. "Blooming 18" – 3:38

#### Japonia
1. "Beautiful Life" – 3:39
2. "Never Gonna Say I’m Sorry" – 3:14
3. "Lucky Love (Original Version)" – 2:53
4. "Edge of Heaven" – 3:49
5. "Strange Ways" – 4:25
6. "Ravine" – 4:39
7. "Perfect World" – 3:55
8. "Angel Eyes" – 3:13
9. "My Déjà Vu" – 3:40
10. "You and I" – 4:06
11. "Wave Wet Sand" – 3:18
12. "Que Sera" – 3:47
13. "Just 'N' Image" – 3:07
14. "Whispers In Blindness" – 4:10
15. "Experience Pearls" – 3:57
16. "Blooming 18" – 3:38
17. "Beautiful Life (Vission Lorimer Club Mix)" – 7:01
18. "Lucky Love (Armand Van Helden House Mix)" – 11:23

#### Wielka Brytania
1. "Beautiful Life" – 3:39
2. "Never Gonna Say I’m Sorry" – 3:14
3. "Lucky Love [Original Version]" – 2:52
4. "Edge of Heaven" – 3:49
5. "Strange Ways" – 4:25
6. "Ravine" – 4:39
7. "Perfect World" – 3:55
8. "Angel Eyes" – 3:13
9. "Whispers In Blindness" – 4:10
10. "My Déjà Vu" – 3:40
11. "Wave Wet Sand" – 3:18
12. "Que Sera" – 3:47
13. "Just 'N' Image" – 3:07
14. "Experience Pearls" – 3:57
15. "Blooming 18" – 3:38

#### Stany Zjednoczone i Ameryka Południowa
1. "Beautiful Life" (John Ballard; Jonas "Joker" Berggren) – 3:39
2. "Never Gonna Say I’m Sorry" (Jenny Berggren; Jonas "Joker" Berggren; Malin "Linn" Berggren) – 3:14
3. "Lucky Love [Acoustic Version]" (Billy Steinberg; Jonas "Joker" Berggren) – 2:52
4. "Edge Of Heaven" (John Ballard; Stonestream; Ulf "Buddha" Ekberg) – 3:49
5. "Strange Ways" (Malin "Linn" Berggren) – 4:25
6. "Ravine" (Jenny Berggren) – 4:39
7. "Perfect World" (John Ballard; Stonestream; Ulf "Buddha" Ekberg) – 3:55
8. "Angel Eyes" (Billy Steinberg; Jonas "Joker" Berggren) – 3:13
9. "My Déjà Vu" (Jonas "Joker" Berggren) – 3:40
10. "Wave Wet Sand" (Jenny Berggren) – 3:18
11. "Que Sera" (John Ballard; Stonestream; Ulf "Buddha" Ekberg) – 3:47
12. "Just 'N' Image" (Malin "Linn" Berggren) – 3:07
13. "Experience Pearls" (Jenny Berggren) – 3:57
14. "Whispers In Blindness" (Malin "Linn" Berggren) – 4:10
15. "Blooming 18" (Billy Steinberg; Jonas "Joker" Berggren) – 3:38
16. "Lucky Love [Original Version]" (utwór dodatkowy) – 2:53

## Single
- "Lucky Love"
- "Beautiful Life"
- "Never Gonna Say I’m Sorry"
- "My Déjà Vu" (singel promocyjny)
- "Angel Eyes" (singel promocyjny)

## Miejsca na listach przebojów
| Lista                          | Pozycja |
| ------------------------------ | ------- |
| Australian ARIA Albums Chart   | 46      |
| Austrian Albums Chart          | 10      |
| Canadian Singles Chart         | 13      |
| Danish Albums Chart            | 5       |
| Dutch Albums Chart             | 17      |
| Finnish Albums Chart           | 2       |
| French Albums Chart            | 3       |
| German Albums Chart            | 8       |
| Japanese Albums Chart          | 16      |
| Mexican Albums Chart           | 1       |
| New Zealand RIANZ Albums Chart | 28      |
| Norwegian Albums Chart         | 20      |
| Russian Albums Chart           | 1       |
| Spanish Albums Chart           | 42      |
| Swiss Albums Chart             | 4       |
| Swedish Albums Chart           | 1       |
| UK Albums Chart                | 66      |
| US Billboard 200               | 29      |

## Certyfikaty
Do dzisiaj (2009) album sprzedał się w nakładzie 6 milionów egzemplarzy na całym świecie, w tym ponad 2 milionów na terenie Stanów Zjednoczonych.
- Kanada: 2x platyna (200 000+ sprzedanych egzemplarzy)
- Chiny: 2x platyna
- Dania: platyna
- Finlandia: platyna (59 097)[6]
- Francja: platyna (300 000+ sprzedanych egzemplarzy)
- Niemcy: złoto (300 000+ sprzedanych egzemplarzy)
- Indie: złoto (100 000(?)+ sprzedanych egzemplarzy)
- Indonezja: platyna
- Japonia: platyna (273 890 sprzedanych egzemplarzy)[7]
- Korea: 3x platyna
- Malecja: złoto
- Meksyk: platyna (250 000+ sprzedanych egzemplarzy)
- Nowa Zelandia: platyna (15 000+ sprzedanych egzemplarzy)
- Filipiny: 2x platyna
- Polska: złoto[8]
- Hiszpania: złoto
- Szwecja: platyna (100 000 sprzedanych egzemplarzy)
- Szwajcaria: platyna (40 000+ sprzedanych egzemplarzy)
- Stany Zjednoczone: 2x platyna (2 200 000+ sprzedanych egzemplarzy)